# أحمد محسن (لاعب كرة قدم مصري)
أحمد محسن لاعب كرة قدم مصري، ويلعب حاليًا الاسماعيلي في مركز الظهير الأيسر. وقد انضم للمقاصة لمدة 5 مواسم مقابل 250 ألف جنيه دفعها النادي لفاركو ويلعب حاليا لنادي الاسماعيلي قادما من نادي سيراميكا كليوباترا في صفقة انتقال تبادليه.

## وصلات خارجية
- أحمد محسن على موقع نادي سيراميكا كليوباترا
- أحمد محسن على موقع كووورة
- أحمد محسن على موقع في الجول
- أحمد محسن على موقع ترانسيفر ماركت